# Simon Jean-Joseph
Simon Jean-Joseph (ur. 9 czerwca 1969 na Martynice) – francuski kierowca rajdowy. Był dwukrotnym mistrzem Europy i mistrzem Francji w klasie S1600.
Swój debiut rajdowy Jean-Joseph zaliczył w 1988 roku. W 1993 roku zadebiutował w Rajdowych Mistrzostwach Świata. Pilotowany przez Charleya Pasquiera i jadący Fordem Escortem RS Cosworth nie ukończył wówczas Rajdu Korsyki z powodu awarii głowicy cylindra. W 1999 roku ponownie startował w Mistrzostwach Świata jadąc Fordem Focusem WRC w barwach fabrycznego zespołu Forda oraz Fordem Pumą Kit Car. W 2000 roku wystąpił w 3 rajdach jadąc Subaru Imprezą WRC, a w 2001 roku - w 4 rajdach za kierownicą Peugeotem 206 WRC. Z kolei w latach 2002–2003 jechał w Renault Clio S1600.
W 1990 roku Jean-Joseph, jadąc Renaultem 5 GT Turbo i Peugeotem 309 GTI wywalczył rajdowe mistrzostwo Martyniki. Po ten tytyuł sięgnął także w 2 kolejnych latach. W 1998 roku został wicemistrzem Francji za kierownicą Subaru Imprezy. Z kolei w 2002 roku wywalczył mistrzostwo Francji w klasie S1600 jadąc Renault Clio S1600. Swoje sukcesy Jean-Joseph osiągał także w Mistrzostwach Europy. W 2004 roku dzięki wygranym w Rajdzie Barum, Rajdzie Fiata, Rajdzie Elpa i Rajdzie d’Antibes wywalczył tytuł mistrza Europy. Z kolei w 2007 roku jadąc Citroënem C2 S1600 ponownie sięgnął po tytuł mistrzowski.
W 2005 roku Jean-Joseph, po raz pierwszy w karierze, wystartował w Rajdzie Dakar jadąc Mercedesem ML430, jednak nie ukończył go. Wziął także udział w dwóch kolejnych Rajdach Dakar: w 2006 (Mercedes ML) i 2007 roku (Buggy Fast & Speed Evo 2). Obu nie ukończył.

## Występy w mistrzostwach świata
| Sezon | Zespół             | Samochód                                   | 1      | 2       | 3          | 4             | 5         | 6         | 7         | 8             | 9             | 10            | 11     | 12            | 13              | 14              | 15 | 16 | Punkty | Miejsce |
| ----- | ------------------ | ------------------------------------------ | ------ | ------- | ---------- | ------------- | --------- | --------- | --------- | ------------- | ------------- | ------------- | ------ | ------------- | --------------- | --------------- | -- | -- | ------ | ------- |
| 1993  | Simon Jean-Joseph  | Ford Escort RS Cosworth                    | Monako | Szwecja | Portugalia | Kenia         | NU        | Grecja    | Argentyna | Nowa Zelandia | Finlandia     | Australia     | Włochy | Hiszpania     | Wielka Brytania |                 |    |    | 0      | -       |
| 1999  | Ford Motor Company | Ford Focus WRC Ford Puma Kit Car           | DK     | Szwecja | Kenia      | Portugalia    | NU        | NU        | Argentyna | NU            | Nowa Zelandia | NU            |        | 7             | Australia       | Wielka Brytania |    |    | 0      | -       |
| 2000  | Subaru WRT         | Subaru Impreza WRC                         | Monako | Szwecja | Kenia      | Portugalia    | Hiszpania | Argentyna | Grecja    | Nowa Zelandia | Finlandia     | 10            | 7      | 7             | Australia       | Wielka Brytania |    |    | 0      | -       |
| 2001  | Simon Jean-Joseph  | Peugeot 206 WRC                            | Monako | Szwecja | Portugalia | 9             | Argentyna | NU        | 8         | Kenia         | Finlandia     | Nowa Zelandia | 10     | Francja       | Australia       | Wielka Brytania |    |    | 0      | -       |
| 2002  | Simon Jean-Joseph  | Renault Clio S1600                         | Monako | Szwecja | Francja    | Hiszpania     | Cypr      | Argentyna | 22        | Kenia         | Finlandia     | 14            | NU     | Nowa Zelandia | Australia       | 19              |    |    | 0      | -       |
| 2003  | Simon Jean-Joseph  | Renault Clio S1600 Mitsubishi Lancer Evo 6 | 14     | Szwecja | 14         | Nowa Zelandia | Argentyna | 16        | Cypr      | Niemcy        | NU            | NU            | 14     | Francja       | 16              | 16              |    |    | 0      | -       |